# Navezuelas
Navezuelas is een dorp en gemeente in de Spaanse provincie Cáceres en in de provincie Extremadura. Navezuelas heeft een oppervlakte van 60 km² en heeft 671 inwoners (1 januari 2016).

## Burgemeester
De burgemeester van Navezuelas heet Carlos Javier Ríoz Peromingo.

## Wapen
De beschrijving van het wapen luidt in het Spaans als volgt:
De sinople, rombo de plata y sobre el castaño de sinople. Al timbre, corona real cerrada.

## Demografische ontwikkeling
Bron: INE, 1930-2011: volkstellingen
Opm.: Tot 1930 behoorde Navezuelas tot de gemeente Cabañas del Castillo